# Hjemmehørende art
Begrebet "hjemmehørende art" bruges inden for biogeografien om en art, der "optræder inden for sit nuværende eller tidligere naturlige udbredelsesområde uden menneskets indblanding." I visse definitioner skal arten have levet i Danmark siden sidste istid.

## Hjemmehørende planter
Af de ca. 2000 plantearter, der lever i Danmark i dag, regnes ca. 1050 af dem for oprindeligt hjemmehørende.